# فابيو لياندرو باربوسا
فابيو لياندرو باربوسا (5 ديسمبر 1978 بالبرازيل - ) هو لاعب كرة قدم برازيلي في مركز الهجوم. لعب مع نادي إيكاسا وSamutsongkhram F.C. ‏ وArmy United F.C. ‏ وSocial Futebol Clube ‏ ونيجري سمبيلان ‏ وEstrela do Norte Futebol Clube ‏ ونادي أمريكا.

## وصلات خارجية
- فابيو لياندرو باربوسا على موقع Soccerway.com (الإنجليزية)